# Tetragoneura porteri
Tetragoneura porteri är en tvåvingeart som beskrevs av Duret 1989. Tetragoneura porteri ingår i släktet Tetragoneura och familjen svampmyggor. Inga underarter finns listade i Catalogue of Life.